# Young Winston
Young Winston (prt: O Jovem Leão; bra: As Garras do Leão) é um filme britano-estadunidense de 1972, do gênero drama biográfico e de guerra, dirigido por Richard Attenborough, com roteiro de Carl Foreman baseado em My Early Life, autobiografia do ex-premiê do Reino Unido Winston Churchill.
O filme conta os primeiros anos da trajetória de Churchill. A primeira parte cobre dos infelizes dias letivos até a morte de seu pai. A segunda, o serviço como oficial de cavalaria na Índia e no Sudão, durante a qual ele participa da cavalaria em Ondurmã, suas experiências como correspondente de guerra na Segunda Guerra dos Bôeres, durante o qual ele é capturado e escapa, e sua eleição para o Parlamento com a idade de 26 anos.[carece de fontes?]
Churchill foi interpretado por Simon Ward, que era relativamente desconhecido na época, mas foi apoiado por um elenco consagrado, que inclui Robert Shaw (como Lord Randolph Churchill), John Mills (como Lord Kitchener), Anthony Hopkins (como David Lloyd George) e Anne Bancroft como a mãe de Churchill Jennie.
Young Winston foi indicado ao Oscar de melhor roteiro, melhor direção de arte e melhor figurino.

## Sinopse
Na Índia, em 1896, o jovem Winston Churchill se torna correspondente de guerra, e adquire vivência como jornalista. Winston passa por problemas pessoais com seus pais e, na África do Sul, demonstra atos de heroísmos na Guerra dos Bôeres. No início do século 20 é eleito para o Parlamento do Reino Unido, que seria o começo da sua ascensão na política, e que o tornaria o maior líder britânico até então.

## Elenco
- Robert Shaw .... Lorde Randolph Churchill
- Anne Bancroft .... Lady Jennie Churchill
- Simon Ward .... Winston Churchill
- Jack Hawkins .... Sr. James Welldon
- Ian Holm .... George E. Buckle
- Anthony Hopkins .... David Lloyd George
- Patrick Magee .... general Bindon Blood
- Edward Woodward .... capitão Aylmer Haldane
- John Mills .... general Herbert Kitchener
- Pat Heywood .... Elizabeth Ann Everest

## Produção
Carl Foreman foi convidado para conhecer Winston Churchill, depois de ter visto e apreciado a produção de Foreman de 1961 Os Canhões de Navarone. Na reunião Churchill sugeriu que seu livro My Early Life daria um excelente filme.[carece de fontes?]
O filme foi gravado em Marrocos e no Reino Unido, com várias cenas filmadas em Penwyllt e Coelbren, Powys, na beira de Brecon Beacons.[carece de fontes?]

## Prêmios e indicações
| Premiação                | Categoria                          | Recipiente                         | Resultado                   |
| ------------------------ | ---------------------------------- | ---------------------------------- | --------------------------- |
| Oscar 1973               | Melhor roteiro adaptado            | Carl Foreman                       | Indicado                    |
| Oscar 1973               | Melhor direção de arte             | Geoffrey Drake, Don Ashton         | Indicado                    |
| Oscar 1973               | Melhor figurino                    | Anthony Mendleson                  | Indicado                    |
| Golden Globe Awards 1973 | Melhor filme anglófono estrangeiro | Melhor filme anglófono estrangeiro | Venceu                      |
| Golden Globe Awards 1973 | Revelação masculina                | Simon Ward                         | Venceu                      |
| BAFTA 1973               | Melhor figurino                    | Anthony Mendleson                  | Venceu[carece de fontes?]   |
| BAFTA 1973               | Melhor ator                        | Robert Shaw                        | Indicado[carece de fontes?] |
| BAFTA 1973               | Melhor atriz                       | Anne Bancroft                      | Indicado[carece de fontes?] |
| BAFTA 1973               | Melhor trilha sonora               | Alfred Ralston                     | Indicado[carece de fontes?] |
| BAFTA 1973               | Melhor direção de arte             | Geoffrey Drake, Don Ashton         | Indicado[carece de fontes?] |
| BAFTA 1973               | Melhor ator/atriz em ascensão      | Simon Ward                         | Indicado[carece de fontes?] |